# Panegyrtes crinitus
Panegyrtes crinitus là một loài bọ cánh cứng trong họ Cerambycidae.